# Tin Jedvaj
Tin Jedvaj (Zagreb, 28 november 1995) is een Kroatisch voetballer die doorgaans als centrale verdediger speelt. Hij tekende in januari 2015 bij Bayer 04 Leverkusen, dat hem in het voorgaande halfjaar al huurde van AS Roma. Jedvaj debuteerde in 2014 in het Kroatisch voetbalelftal.

## Clubcarrière
Jedvaj is een zoon van Zdenko Jedvaj, een Bosnisch-Kroatisch voormalig voetballer uit Mostar. Hijzelf werd in 2002 opgenomen in de jeugdopleiding van NK Zagreb, die hij in 2005 verruilde voor die van GNK Dinamo Zagreb. Hij maakte zijn profdebuut op 10 februari 2013 tegen NK Osijek. Hij speelde negentig minuten aan de zijde van de ervaren Josip Šimunić. Op 20 april 2013 scoorde hij het enige doelpunt van de wedstrijd tegen HNK Cibalia Vinkovci. Dinamo Zagreb speelde voor het achtste seizoen op rij kampioen. Jedvaj werd ook al uitgespeeld als rechtsback en als verdedigende middenvelder. Jedvaj vertrok voor € 6 miljoen naar de Italiaanse voetbalclub AS Roma in juli 2013, waar hij ondertekende voor vijf jaar. Met deze transfer is Jedvaj de jongste speler ooit die GNK Dinamo Zagreb verliet voor meer dan € 1 miljoen en de grootste transfer van het seizoen 2013/2014. In juni 2014 verhuurde AS Roma Jedvaj aan het Duitse Bayer 04 Leverkusen voor twee seizoenen. De eerste goal van Jedvaj voor Bayer 04 Leverkusen viel in de competitiewedstrijd tegen Hertha BSC. Eerder in de wedstrijd scoorde Jedvaj een autogoal, maar maakte dit goed door later in de wedstrijd een doelpunt te scoren. De laatste speler die in het tenue van Bayer 04 Leverkusen een autogoal en een goal maakte was de Chileen Arturo Vidal in december 2010. In de eerste wedstrijd van de derde Duitse speelronde scoorde Jedvaj de eerste goal voor Bayer 04 Leverkusen tegen Werder Bremen. Dit was zijn tweede goal voor de Duitse club, wat tegelijkertijd ook de tweeduizendste goal in de geschiedenis van de Duitsers was. Verder assisteerde de Kroatische centrumverdedidiger bij de derde goal van Bayer 04 Leverkusen, wat niet genoeg was voor de volle punten, aangezien Werder Bremen de stand gelijk kon maken.

## Clubstatistieken
| Seizoen                    | Club                  | Competitie      | Competitie | Competitie | Beker | Beker | Internationaal | Internationaal | Overig | Overig | Totaal | Totaal |
| Seizoen                    | Club                  | Competitie      | Wed.       | Dlp.       | Wed.  | Dlp.  | Wed.           | Dlp.           | Wed.   | Dlp.   | Wed.   | Dlp.   |
| -------------------------- | --------------------- | --------------- | ---------- | ---------- | ----- | ----- | -------------- | -------------- | ------ | ------ | ------ | ------ |
| 2012/13                    | Dinamo Zagreb         | 1. HNL          | 13         | 1          | 0     | 0     | 0              | 0              | 0      | 0      | 13     | 1      |
| 2013/14                    | AS Roma               | Serie A         | 2          | 0          | 0     | 0     | 0              | 0              | 0      | 0      | 2      | 0      |
| 2014/15                    | AS Roma               | Serie A         | 0          | 0          | 0     | 0     | 0              | 0              | 0      | 0      | 0      | 0      |
| 2014/15                    | → Bayer 04 Leverkusen | Bundesliga      | 14         | 2          | 2     | 0     | 5              | 0              | 0      | 0      | 21     | 2      |
| 2014/15                    | Bayer 04 Leverkusen   | Bundesliga      | 8          | 0          | 0     | 0     | 0              | 0              | 0      | 0      | 8      | 0      |
| 2015/16                    | Bayer 04 Leverkusen   | Bundesliga      | 15         | 0          | 0     | 0     | 3              | 0              | 0      | 0      | 18     | 0      |
| 2016/17                    | Bayer 04 Leverkusen   | Bundesliga      | 11         | 1          | 1     | 0     | 3              | 0              | 0      | 0      | 15     | 1      |
| Carrière totaal            | Carrière totaal       | Carrière totaal | 63         | 4          | 3     | 0     | 11             | 0              | 0      | 0      | 77     | 4      |
| Bijgewerkt op 7 maart 2017 |                       |                 |            |            |       |       |                |                |        |        |        |        |

## Interlandcarrière
Jedvaj kreeg in mei 2013 een oproep voor de A-selectie van Kroatië voor de WK-kwalificatiewedstrijd tegen Schotland en voor de vriendschappelijke wedstrijd tegen Portugal. Jedvaj zat tijdens deze wedstrijden op de bank. Na het wereldkampioenschap in Brazilië besloot bondscoach Niko Kovač na het vertrek van enkele spelers en de kritiek over de selectie, nieuwe en jonge spelers op te roepen voor de nationale ploeg. "Er zijn veel, jonge jongens die de toekomst van het Kroatische voetbal zijn. Het is tijd dat we na het wereldkampioenschap het slechte beeld van het elftal veranderen", zei de bondscoach over zijn selectie. Jedvaj was een van de vele nieuwe en jonge gezichten die een kans kreeg van Kovač voor de start van de EK-kwalificatie cyclus. Jedvaj debuteerde op 4 september 2014 in de vriendschappelijke wedstrijd tegen Cyprus. Kovač wisselde twaalf minuten voor tijd aanvoerder Darijo Srna voor Jedvaj. De Kroatische staf was na de 2-0 winst op Cyprus vol lof over de debutanten. De EK-kwalificatiewedstrijden tegen Azerbeidzjan en Bulgarije moest Jedvaj missen, omdat Nenad Gračan hem nodig had voor Jong Kroatië. Hij werd opgeroepen in mei 2015 door de Kroatische bondscoach voor de vriendschappelijke wedstrijd tegen Gibraltar en de EK-kwalificatiewedstrijd tegen Italië op respectievelijk 7 juni en 12 juni 2015. Jedvaj maakte ook deel uit van de definitieve selectie van Kroatië voor het Europees kampioenschap in Frankrijk. Kroatië werd op 26 juni in de achtste finale tegen Portugal uitgeschakeld na een doelpunt van Ricardo Quaresma in de verlenging.
| Interlands van Tin Jedvaj voor Kroatië | Interlands van Tin Jedvaj voor Kroatië | Interlands van Tin Jedvaj voor Kroatië | Interlands van Tin Jedvaj voor Kroatië | Interlands van Tin Jedvaj voor Kroatië | Interlands van Tin Jedvaj voor Kroatië | Interlands van Tin Jedvaj voor Kroatië |
| №                                      | Datum                                  | Locatie                                | Wedstrijd                              | Uitslag                                | Competitie                             | Goals                                  |
| Als speler bij Bayer 04 Leverkusen     | Als speler bij Bayer 04 Leverkusen     | Als speler bij Bayer 04 Leverkusen     | Als speler bij Bayer 04 Leverkusen     | Als speler bij Bayer 04 Leverkusen     | Als speler bij Bayer 04 Leverkusen     | Als speler bij Bayer 04 Leverkusen     |
| -------------------------------------- | -------------------------------------- | -------------------------------------- | -------------------------------------- | -------------------------------------- | -------------------------------------- | -------------------------------------- |
| 1.                                     | 12 november 2014                       | Stadion Aldo Drosina, Pula             | Kroatië – Cyprus                       | 2 – 0                                  | Vriendschappelijk                      | 0                                      |
| 2.                                     | 4 september 2014                       | Craven Cottage, Londen                 | Argentinië – Kroatië                   | 2 – 1                                  | Vriendschappelijk                      | 0                                      |
| 3.                                     | 7 juni 2015                            | Anđelko Herjavecstadion, Varaždin      | Kroatië – Gibraltar                    | 4 – 0                                  | Vriendschappelijk                      | 0                                      |
| 4.                                     | 21 juni 2016                           | Bordeaux                               | Kroatië – Spanje                       | 2 – 1                                  | EK 2016                                | 0                                      |
| Totaal                                 | Totaal                                 | Totaal                                 | Totaal                                 | Totaal                                 | Totaal                                 | 0                                      |
| Laatst bijgewerkt op 26 juni 2016.     |                                        |                                        |                                        |                                        |                                        |                                        |

## Erelijst
| Kampioen 1. HNL     | 1x | 2012/13 |
| Kroatische Supercup | 1x | 2013    |

| Competitie | Winnaar | Winnaar | Runner-up | Runner-up | Derde   | Derde   |
| Competitie | Aantal  | Jaren   | Aantal    | Jaren     | Aantal  | Jaren   |
| Kroatië    | Kroatië | Kroatië | Kroatië   | Kroatië   | Kroatië | Kroatië |
| ---------- | ------- | ------- | --------- | --------- | ------- | ------- |
| WK         |         |         | 1x        | 2018      |         |         |